# 13 март
13 март е 72-рият ден в годината според григорианския календар (73-ти през високосна година). Остават 293 дни до края на годината.

## Събития
- 1516 г. – Карл V Хабсбург е провъзгласен за първи крал на Испания.
- 1519 г. – Испанският конкистадор Ернан Кортес слиза на мексиканския бряг и започва поход срещу кралството на ацтеките.
- 1639 г. – Кеймбриджкият колеж в САЩ е преименуван на Харвардски университет.
- 1781 г. – Сър Уилям Хершел открива планетата Уран.
- 1809 г. – Сър Джордж Байрон влиза в британската Палата на лордовете с името лорд Байрон.
- 1848 г. – Канцлерът на Австрия Клеменс фон Метерних напуска поста си след близо 40-годишно управление.
- 1879 г. – Княз Алеко Богориди е назначен от османския султан за пръв генерал-губернатор на Източна Румелия.
- 1881 г. – При атентат в Санкт Петербург е убит Александър II и за император на Русия е провъзгласен Александър III (1 март стар стил).
- 1913 г. – Одринската крепост е превзета от български и сръбски войски по време на Балканската война.
- 1921 г. – По решение на Светия синод е учреден Църковно-исторически музей под ръководството на проф. протойерей Иван Гошев.
- 1932 г. – Паул фон Хинденбург побеждава Адолф Хитлер на изборите в Германия.
- 1935 г. – По време на разкопки в Йерусалим е открита библиотека от около 1000 г. преди Христа, която потвърждава библейската история.
- 1943 г. – Холокостът и България: Властите в България депортират евреите от Беломорието.
- 1960 г. – Английското правителство се отказва от проекта за ракетата „Блу Стрийк“.
- 1961 г. – Състои се премиерата на българския игрален драматичен филм „А бяхме млади“.
- 1968 г. – Александър Дубчек премахва цензурата в Чехословакия.
- 1973 г. – С постановление на Министерския съвет на България се въвежда намалено работно време и петдневна работна седмица.
- 1979 г. – Самолетът при полет 387 на „Алия Ройал Джордейниън“ се разбива при опит за кацане в Доха, Катар и убива 45 души от общо 64 пътници и екипаж на борда.
- 1981 г. – В Народна република България е открита официално Национална астрономическа обсерватория - Рожен.
- 1988 г. – В Япония е открит официално Сейкан – най-дългият железопътен тунел в света дотогава.
- 1996 г. – В Дънблейн, Шотландия убиец застрелва 16 деца и техния учител в местното начално училище, след което се самоубива.
- 2013 г. – Избран е първият папа от Новия свят – Франциск.

## Родени
- 1615 г. – Инокентий XII, римски папа († 1700 г.)
- 1733 г. – Джоузеф Пристли, английски химик († 1804 г.)
- 1741 г. – Йозеф II, император на Свещената римска империя († 1790 г.)
- 1763 г. – Гийом Брюн, френски маршал († 1815 г.)
- 1781 г. – Карл Фридрих Шинкел, германски архитект († 1841 г.)
- 1860 г. – Хуго Волф, австрийски композитор († 1890 г.)
- 1864 г. – Алексей фон Явленски, руски художник († 1941 г.)
- 1866 г. – Йордан Аврамов, български офицер († ? г.)
- 1874 г. – Димитър Ташев, български революционер († 1955 г.)
- 1875 г. – Никола Топалджиков, български военен деец († 1925 г.)
- 1888 г. – Антон Макаренко, съветски писател († 1939 г.)
- 1899 г. – Джон ван Флек, американски физик, Нобелов лауреат през 1977 г. († 1980 г.)
- 1899 г. – Панчо Владигеров, български композитор († 1978 г.)
- 1902 г. – Иван Радев, български комунист († 1969 г.)
- 1903 г. – Никола Щерев, български футболист († 1972 г.)
- 1907 г. – Емануел Винхолц, словашки психиатър († 1985 г.)
- 1908 г. – Уолтър Аненберг, американски издател († 2002 г.)
- 1911 г. – Л. Рон Хъбард, американски писател († 1986 г.)
- 1913 г. – Уилям Кейси, американски политик, директор на ЦРУ († 1987 г.)
- 1928 г. – Исак Паси, български философ († 2010 г.)
- 1928 г. – Йордан Спиров, български актьор († 2012 г.)
- 1932 г. – Людмила Добринова, български музикален деятел († 2008 г.)
- 1935 г. – Кофи Авунор, ганайски писател († 2013 г.)
- 1942 г. – Скатман Джон, американски музикант († 1999 г.)
- 1943 г. – Георги Бейков, български певец и музикант († 2002 г.)
- 1945 г. – Анатолий Фоменко, руски математик
- 1946 г. – Йонатан Нетаняху, израелски командос († 1976 г.)
- 1950 г. – Уилям Мейси, американски актьор
- 1956 г. – Дана Дилейни, американска актриса
- 1960 г. – Адам Клейтън, английски музикант (U2)
- 1960 г. – Хироши Масуока, японски рали пилот
- 1961 г. – Петър Курдов, български футболист
- 1962 г. – Лютфи Рюстемов, български политик
- 1966 г. – Юлиян Манев, български футболист
- 1973 г. – Едгар Давидс, нидерландски футболист
- 1975 г. – Росен Белов, български театрален актьор
- 1976 г. – Людмила Илиева, български политик и адвокат
- 1981 г. – Стивън Магуайър, шотландски играч на снукър
- 1981 г. – Петър Златинов, български футболист
- 1984 г. – Васил Бележков, български композитор и китарист
- 1985 г. – Емил Хърш, американски актьор
- 1987 г. – Елица Раева, българска шахматистка
- 1987 – Марко Андрети, американски състезател
- 1987 – Андреас Бек, немски футболист
- 1988 – Фурджел Нарсинг, холандски футболист
- 1989 – Холгер Бадщубер, немски футболист
- 1989 – Марко Марин, немски футболист
- 1989 – Робърт Уикенс, канадски състезател
- 1990 – Анисет Абел, малагасийски футболист
- 1991 – Даниел Грейг, австралийски скейтър
- 1991 – Тристан Томпсън, американски баскетболист
- 1994 – Жерар Деулофеу, испански футболист
- 1995 – Микаела Шифрин, американска скиорка
- 1998 – Джей-Рой Грот, холандски футболист
- 2001 – Томас Диърдън, играч на австралийската ръгби лига

## Починали
- 1767 г. – Мария Жозефа Саксонска, дофина на Франция (* 1731 г.)
- 1879 г. – Адолф Андерсен, германски шахматист (* 1818 г.)
- 1881 г. – Александър II, император на Русия (* 1818 г.)
- 1890 г. – Иван Генадиев, български учител (* ок. 1830 г.)
- 1901 г. – Бенджамин Харисън, 23-ти президент на САЩ (* 1833 г.)
- 1906 г. – Марин Дринов, български историк (* 1838 г.)
- 1913 г. – Ернст Равенщайн, германо-британски географ (* 1834 г.)
- 1933 г. – Антон Димитров, български революционер (* 1867 г.)
- 1941 г. – Аркадий Екатов, съветски летец (* 1896 г.)
- 1957 г. – Елена Владимировна, велика руска княгиня (* 1882 г.)
- 1960 г. – Луи Вагнер, френски автомобилен състезател (* 1882 г.)
- 1975 г. – Иво Андрич, хърватски писател, Нобелов лауреат през 1961 г. (* 1892 г.)
- 1987 г. – Бернхард Гжимек, германски зоолог (* 1909 г.)
- 1990 г. – Бруно Бетелхайм, американски психиатър (* 1903 г.)
- 1992 г. – Лъчезар Станчев, български поет (* 1908 г.)
- 1996 г. – Кшищоф Кешловски, полски режисьор (* 1941 г.)
- 1997 г. – Стоян Стоянов, български летец (* 1913 г.)
- 2002 г. – Ханс-Георг Гадамер, германски философ (* 1900 г.)
- 2019 г. – Николаос Муцопулос, гръцки археолог и архитект (* 1927 г.)
- 2021 г. – Марвелъс Марвин Хаглър, американски професионален боксьор (р. 1954)
- 2021 г. – Мъри Уокър, английски коментатор и журналист по моторни спортове (р. 1923)
- 2024 г. – Неофит, български патриарх (р. 1945)

## Празници
- Православна и Католическа църква – Ден на св. Никифор